# Hallig
Hallig o Halligen (en frisón septentrional: Halgen) son un grupo de pequeñas islas sin diques de protección (denominadas Marschinseln, islas de la marisma), que forman parte de las islas de Frisia del Norte, en la costa alemana del mar de Frisia, distrito de Nordfriesland en el estado de Schleswig-Holstein. La más norteña de las islas que reciben esta denominación se encuentra en la costa danesa del mar del Norte, siendo la única que no forma parte del grupo de islas alemanas (y separada de ellas por otras islas de mayor tamaño).

## Descripción
El nombre proviene de hal una palabra celta que significa "sal", una referencia a las tierras bajas en la región que a menudo se inunda con agua salada debido a las mareas. Un número mayor de Halligen existían en la Edad Media. La existencia misma de la Halligen es el resultado de las frecuentes inundaciones y una protección costera pobre. Las inundaciones eran mucho más comunes en la Edad Media y la protección de la costa era mucho más débil.
La isla de Mandø en la parte danesa del archipiélago también es técnicamente una de las Halligen, aunque está muy lejos de las otras diez alemanas, que están bastante cerca unas de otras. Mandø es accesible desde el continente por las marismas cuando hay marea baja.